# Hiptage luodianensis
Hiptage luodianensis är en tvåhjärtbladig växtart som beskrevs av S.K. Chen. Hiptage luodianensis ingår i släktet Hiptage och familjen Malpighiaceae. Inga underarter finns listade i Catalogue of Life.